# Lee Yangji
Yangji Lee (15 de marzo de 1955–22 de mayo de 1992) fue una novelista japonesa de segunda generación Zainichi Coreana nacida en Nishikatsura, Yamanashi, Japón. Cuando estaba en la universidad, sus padres adquirieron la ciudadanía japonesa, y su nacionalidad se convirtió en japonesa en ese momento.
En 1982, mientras estudiaba en la Seoul National University, Lee publicó su trabajo Nabi Taryong en la revista literaria Gunzou, y su carrera como escritora empezó. En 1988, su trabajo Yuhi ganó el 100º Akutagawa Prize, haciéndole la segunda Zainichi Coreana en recibir el premio (el primero fue Lee Hoesung). Mientras escribía la novela Ishi no Koe, contrajo miocarditis y falleció.